# Jurjuzan (by)
 For alternative betydninger, se Jurjuzan. (Se også artikler, som begynder med Jurjuzan)
Jurjuzan (russisk: Юрюза́нь, tr. Jurjuzan) er en by i Tjeljabinsk oblast i Rusland. Den ligger ved floden Jurjuzan (en biflod til Ufa), 254 km fra Tjeljabinsk og 6 km fra den lukkede by Trjokhgornyj. Jurjuzan har 10.130(2023) indbyggere.
Den blev grundlagt i 1758 som bosætningen Jurjuzan-Ivanovskij Zavod (russisk: Юрюза́нь-Ива́новский Заво́д) i forbindelse med bygningen af et jernværk. Fra slutningen af 1800-tallet var bosætningen kendt som Jurjuzanskij Zavod (russisk: Юрюза́нский Заво́д). Den fik bystatus og blev omdøbt til Jurjuzan 18. juni 1943.
Byens økonomi er centreret omkring en stor fabrik, som producerer køleskabe.